# Kirchhoven
Kirchhoven ist ein Ortsteil der Stadt Heinsberg im Kreis Heinsberg in Nordrhein-Westfalen.

## Geographie
Der Ort grenzt im Nordwesten und Westen an die Gemeinde Waldfeucht, im Nordwesten an die Ortschaft Haaren und im Südwesten an Braunsrath. Im Südosten, Osten und Norden grenzt der Ort an die Stadt Heinsberg, im Südosten und Osten an deren Stadtteil Zentrum, und im Norden an Kempen, Theberath und Karken.

## Geschichte
Der Ort ist aus einzelnen Siedlungen, die aus Fronhöfen bestanden, zusammengewachsen. 1255 hatte der Ort eine Kirche, die zum Heinsberger Gangolfusstift gehörte.
Am 1. Januar 1972 wurde Kirchhoven in die Stadt Heinsberg eingegliedert.

## Bauwerke

### Kornmühle

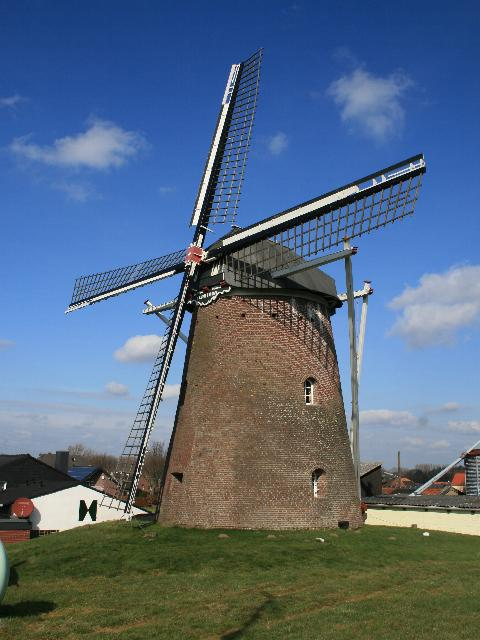
Windmühle Kirchhoven

Die Lümbacher Windmühle Clarissa in Kirchhoven wurde 1882 vom Müller Nikolaus Geffers erbaut, 1919 – nach dem Arbeitsunfall seines Sohnes Leonhard – an Gerhard Krings verkauft. Im Februar 1945 wurde sie durch Mörserbeschuss beschädigt und nach Kriegsende wieder in Betrieb genommen. 1964 wurde sie an den Schwiegersohn Josef Tümmers übergeben und nach dessen Tod 1998 an seine Tochter Annemie Boden vererbt. Diese Windmühle ist eine der wenigen Mühlen, die einen Mädchennamen trägt. Benannt wurde sie nach der Enkeltochter des letzten aktiven Müllers. Gewerbsmäßig ist die Mühle seit 1956 stillgelegt. 1983 wurde sie generalüberholt und bekam neue Flügel, einen neuen Mahlgang und eine neue Haube. Sie kann auf Anfrage besichtigt werden. Die „Lümbacher Mühle“ ist eine von vier Windmühlen des Mühlenvereins Selfkant. Sie liegt direkt an der Selfkant-Mühlenstraße.

### Sankt-Hubertus-Kirche
Die Sankt-Hubertus-Kirche ist der Mittelpunkt des Ortes. Sie wurde 1846 anstelle eines Vorbaus nach den Plänen von Johan Baptis Cremer aus Linnich gebaut. Eine Glocke stammt aus dem Jahr 1638, die Kreuzigungsgruppe aus dem 15. Jahrhundert, das Sakramenthaus ist aus dem 14./15. Jahrhundert.

### Kapelle Lümbach

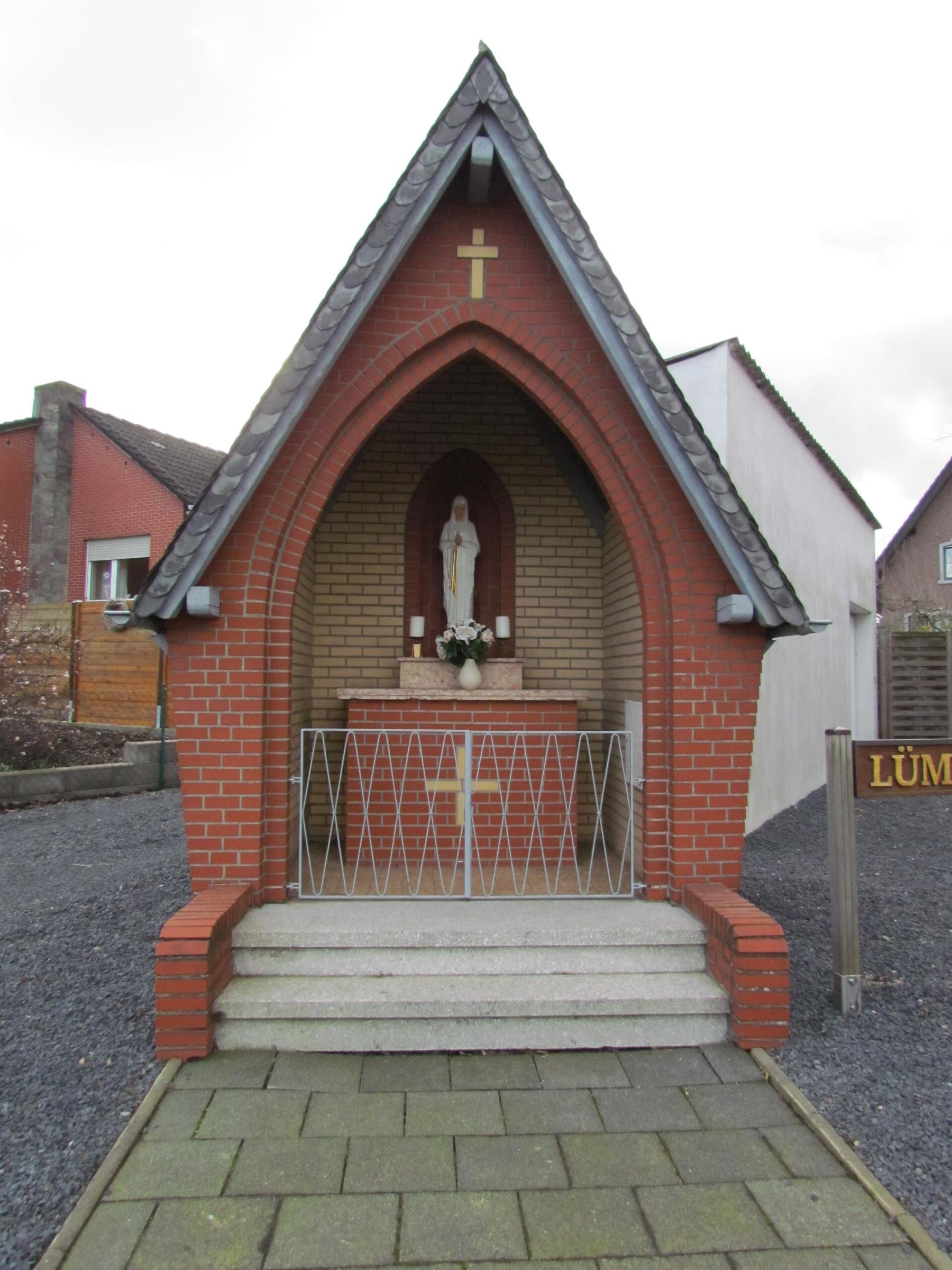
Kapelle Lümbach

Die kleine Prozessionskapelle befindet sich im Ortsteil Lümbach an der Ecke Lümbacher Weg und Lindenstraße. Sie wurde 1960 von den Bewohnern des Ortes errichtet und ist der Heiligen Jungfrau der Armen geweiht. Der Backsteinbau ist mit einem steilen, schieferbeschlagenen Satteldach bedeckt. Im Inneren befindet sich eine Nische mit einer Marienfigur, welche zugleich als Altar dient. An der Innenwand ist eine Bitttafel angebracht. Abgeschlossen wird der Raum durch ein schmiedeeisernes Gitter.

## Wirtschaft und Verkehr
Durch den Ort führte die Kreisstraße 5 von Lindern nach Gangelt. Mittlerweile gibt es eine Ortsumgehung um Haaren und Kirchhoven.
Der nächste Anschluss an das deutsche Autobahnnetz ist die Anschlussstelle Heinsberg an der A 46.

### Schienenverkehr
Im 19. Jahrhundert plante man eine Kleinbahnstrecke vom Bahnhof Heinsberg nach Sittard. Sie wurde aufgrund der hohen Kosten nie gebaut. Es gibt allerdings noch heute Spekulationen, dass die Heinsberger Bahn bis nach Roermond erweitert wird. Damit würde Kirchhoven oder ein Nachbarort einen Bahnhof oder Haltepunkt bekommen.

### Busverkehr
Die AVV-Buslinie 475 der WestVerkehr verbindet Kirchhoven wochentags mit Heinsberg, Waldfeucht und Tüddern. Abends und am Wochenende kann der MultiBus angefordert werden.
| Linie | Verlauf |
| ----- | --- |
| 475   | (Oberbruch – Unterbruch) / Heinsberg Agentur für Arbeit – Heinsberg Busbf – Lieck –Kirchhoven – Vinn – Haaren – Obspringen – Brüggelchen – Waldfeucht – Bocket – Abzw. Nachbarheid – Breberen – Saeffelen – Heilder – Höngen – (Stein – Havert – Schalbruch – Isenbruch – Millen –) Tüddern |

### Gewerbegebiet
Am östlichen Ortsrand liegt ein kleines Gewerbegebiet. 

### Baggerseen
Nordwestlich des Ortes liegen drei Seen, die einmal für Kies ausgebaggert worden sind. Heute ist nur noch einer in Betrieb, der andere dient als Erholungssee. Der dritte wurde als Naturschutzgebiet eingezäunt.

## Sport und Freizeit
- Freibad Kirchhoven, 50-Meter-Schwimmbecken mit einer Wasserfläche von 1.265 m²[6], sechs Sprungtürme. Das Freibad Kirchhoven wird seit 2016 vom Förderverein Freibad Kirchhoven e. V. betrieben.
- Lago Laprello, Schwimmsee, freier Eintritt, abgegrenzter Schwimmbereich mit Sandstrand und Bootsverleih
- Squashhalle und Tennisplätze
- Fußballplätze
- Spielplätze

## Bildung
- Grundschule

## Sonstige Einrichtungen
- Kindergärten
- Tierheim
- Jugendheim

## Nachweise zu geografischen Angaben
- Planmappe No 2 Kreis Heinsberg vom Blees Verlag aus Düren